# Nộ hỏa
Nộ hỏa (tiếng Trung: 怒火, tiếng Anh: Raging Fire, tên đầy đủ là Nộ hỏa: Trọng án) là một bộ phim thuộc thể loại hành động - hình sự - chính kịch của Hồng Kông - Trung Quốc ra mắt năm 2021 do Trần Mộc Thắng làm đạo diễn, viết kịch bản và đồng sản xuất, với sự tham gia diễn xuất của các diễn viên chính gồm Chân Tử Đan, Tạ Đình Phong và Tần Lam. Đây là tác phẩm cuối cùng của vị đạo diễn người Hồng Kông trước khi ông qua đời vào năm 2020.
Phim chính thức khởi chiếu từ ngày 30 tháng 7 năm 2021 tại Trung Quốc và ngày 19 tháng 8 năm 2021 tại Hồng Kông. Bộ phim nhìn chung được các nhà phê bình và khán giả đánh giá cao, và đồng thời còn giành 4 trên tổng số 8 hạng mục được đề cử tại giải thưởng điện ảnh Hồng Kông lần thứ 40, bao gồm Đạo diễn xuất sắc nhất và Phim truyện hay nhất. 

## Nội dung
Trương Sùng Bang (Chân Tử Đan) là một sĩ quan xuất sắc của đơn vị chống tội phạm, anh là người đã từng làm việc ở tuyến đầu trong nhiều năm và phá được nhiều vụ án lớn. Mặc dù vậy, vì tính chính trực, thẳng thắn của mình mà anh thường xuyên bị cấp trên dìm hàng làm ảnh hưởng tới sự nghiệp. Cuộc sống đời tư của anh cũng rất yên ổn khi anh đã có người vợ tên Lam Khả Doanh (Tần Lam) đang mang bầu đứa con đầu lòng, anh luôn hết lòng chăm sóc cho người vợ thân yêu của mình.
Ở chiều hướng ngược lại, Khâu Cương Ngao (Tạ Đình Phong) là một sĩ quan còn rất trẻ, dù không xuất sắc bằng Sùng Bang nhưng anh vẫn được đánh giá là một trong những sĩ quan giỏi. Tuy nhiên, anh lại tỏ ra bất bình trước phong cách làm việc có phần cứng nhắc của Sùng Bang, thế nên anh muốn chọn cho mình một hướng đi khác. Thời gian trôi qua, Cương Ngao đã trở thành một gương mặt tiêu biểu trong ngành cảnh sát Hồng Kông, nhưng anh dần đi vào con đường sai trái, đỉnh điểm là khi anh giải quyết được một vụ án lớn nhưng lại giết chết một tên tội phạm trong lúc tra khảo hắn, rồi bị Sùng Bang kết tội trước mặt phiên tòa. Chính từ đây mà anh và Sùng Bang trở thành kẻ đối đầu của nhau với những khác biệt về đạo đức, công lý của mỗi người.
Nhóm của Cương Ngao phải ở tù bốn năm, sau khi ra tù chúng lên kế hoạch trả thù sở cảnh sát. Chúng trở thành một băng sát thủ, giết chết Vượng Khôn và cướp số ma túy của hắn giao lại cho Âu Vạn Quý. Sùng Bang và các cấp dưới của mình đột kích các hộp đêm để điều tra ai đã bán số ma túy của Vượng Khôn. Họ sớm biết về Quý và cố gắng bắt hắn, nhưng Quý đã bị xe tông chết khi đang bỏ chạy. Trong một buổi hẹn hò, Chiêu Chí Cường đã giết chết cô bạn gái sau khi anh phát hiện ra cô ta đang lừa dối mình. Đồng hồ của Vượng Khôn được tìm thấy trên thi thể của cô bạn gái, vì vậy Sùng Bang nhận ra Chí Cường đã đánh cắp chiếc đồng hồ và suy ra nhóm của Cương Ngao có liên quan đến cái chết của Vượng Khôn. Sùng Bang truy tìm Chí Cường và một cuộc rượt đuổi diễn ra, một trong những đồng bọn của Cương Ngao bị cảnh sát bắt giữ.
Cương Ngao giết Chí Cường để che dấu vết, anh cùng với hai đồng bọn còn lại đến sở cảnh sát để khai báo Chí Cường mất tích. Cảnh sát tìm thấy thi thể của Chí Cường, đồng thời hay tin Cương Ngao đã buộc một quả bom hẹn giờ vào cổ sếp cũ của Sùng Bang là Tư Đồ Kiệt và bắt ông ta giữ Khả Doanh làm con tin tại trường dạy múa. Sùng Bang cứu được Khả Doanh, còn ông Kiệt bị chết trong vụ nổ. Cương Ngao và ba tên đồng bọn được thả do thiếu bằng chứng, chúng lên kế hoạch cướp ngân hàng HK Fortune Banking.
Sùng Bang đoán được âm mưu của Cương Ngao, anh cùng các cấp dưới của mình tiến đến ngân hàng. Nhóm của Cương Ngao tấn công kho tiền của ngân hàng và bắn chết ông Hoắc do sự vô ơn của ông ta từng khiến cả bọn phải ngồi tù. Sùng Bang phát hiện nhóm của Cương Ngao đang tẩu thoát và một cuộc rượt đuổi diễn ra sau đó khiến các đồng bọn của Cương Ngao đều thiệt mạng. Sùng Bang và Cương Ngao đánh nhau dữ dội trong một nhà thờ. Khi bị cảnh sát bao vây, Cương Ngao đã tự sát bằng cách ngã vào một thanh cốt thép chứ không muốn quay lại nhà tù, trong khi Sùng Bang bỏ đi.

## Diễn viên

### Diễn viên chính
- Chân Tử Đan trong vai Trương Sùng Bang
- Tạ Đình Phong trong vai Khâu Cương Ngao
- Tần Lam trong vai Lam Khả Doanh

### Diễn viên phụ
- Đàm Diệu Văn trong vai Viên Gia Bảo
- Huỳnh Đức Bân trong vai Đới Trác Hiền
- Ngô Hạo Khang trong vai Châu Tử Tuấn
- Hà Bội Du trong vai Lữ Huệ Tư
- Dương Thiên Vũ trong vai Tào Ninh
- Thang Quân Tư trong vai Quan Tụng Khiêm
- Mạch Hưởng Lợi trong vai Chiêu Chí Cường
- Du Cương trong vai Mạc Diệc Thuyên
- Trương Văn Kiệt trong vai Chu Húc Minh
- Hồ Tử Đồng trong vai La Kiếm Hoa

### Diễn viên khách mời
- Lữ Lương Vỹ trong vai Diêu Nhã Thành
- Nhậm Đạt Hoa trong vai Lạc Trí Huy
- Viên Phú Hoa trong vai Tư Đồ Kiệt
- Lâm Quốc Bân trong vai Âu Vạn Quý
- Lư Huệ Quang trong vai Mã Giao Vinh
- Trần Gia Lạc trong vai Thanh tra Mã
- Mạch Trường Thanh trong vai Sếp Lâm
- Trương Quốc Cường trong vai Sếp Lưu

## Nhạc phim
Phần nhạc phim cho Nộ hỏa do nhạc sĩ kiêm nhà soạn nhạc người Pháp Nicolas Errèra biên soạn.
Ca khúc chủ đề cho bộ phim có tựa đề là Đối trì, do Kiều Tinh sáng tác lời và được chính Tạ Đình Phong thể hiện ca khúc dưới phần nhạc do chính anh sản xuất.
Ngoài ra, trong phim còn có một ca khúc khác nhằm quảng bá bộ phim và đồng thời còn tri ân và tưởng niệm cố đạo diễn Trần Mộc Thắng dưới tựa đề là Chân đích hán tử, vốn là ca khúc của danh ca người Hồng Kông Lâm Tử Tường do chính ông sản xuất nhạc với phần lời vốn được Trịnh Quốc Giang chắp bút. Bản làm lại cho ca khúc này được nhạc sĩ Trần Thiếu Kỳ sửa lại lời, và được thể hiện bởi các nghệ sĩ gồm Chân Tử Đan, Lưu Đức Hoa, Ngô Kinh, Trương Gia Huy và Trần Tiểu Xuân.

## Sản xuất
Bộ phim Nộ hỏa được Trần Mộc Thắng lần đầu giới thiệu tại Hội chợ điện ảnh Hồng Kông vào năm 2019. Bản thân Chân Tử Đan đã tiết lộ rằng ban đầu phim dự định khởi quay ở Mexico, tuy nhiên, do kinh phí hạn hẹp và sau một hồi thảo luận, anh và Trần Mộc Thắng đã thống nhất sẽ ở lại Hồng Kông để thực hiện cho tác phẩm. Bộ phim chính thức khởi quay từ đầu tháng 4 năm 2019.  
Ngày 6 tháng 5 năm 2019, có một cảnh quay mà nhân vật Trương Sùng Bang của Chân Tử Đan nhảy khỏi ban công để truy đuổi; đáng tiếc là khi đang nhảy khỏi ban công thì anh bị mắc kẹt trên dây mà phải mất hơn hai tiếng sau thì đoàn hỗ trợ mới tháo được cái dây mắc trên người anh.
Ngày 23 tháng 7 năm 2019, buổi họp báo ra mắt cho bộ phim Nộ hỏa được diễn ra tại phim trường Tặc Ngư Dũng ở đường Bắc Kinh, thuộc quận Tiêm Sa Chủy, Cửu Long, Hồng Kông, với sự góp mặt của dàn diễn viên và đội ngũ thực hiện bộ phim, trong đó có đạo diễn Trần Mộc Thắng và chủ tịch Tập đoàn Anh Hoàng Dương Thụ Thành. Bộ phim chính thức đóng máy vào cuối tháng 9 cùng năm. Không lâu sau khi hoàn thành bộ phim, đạo diễn đã qua đời vào ngày 23 tháng 8 năm 2020.

## Giải thưởng
| Năm  | Lễ trao giải                              | Hạng mục                        | Đối tượng đề cử                                                             | Kết quả   | Nguồn  |
| ---- | ----------------------------------------- | ------------------------------- | --------------------------------------------------------------------------- | --------- | ------ |
| 2022 | Giải thưởng điện ảnh Hồng Kông lần thứ 40 | Phim truyện hay nhất            | Nộ hỏa                                                                      | Đoạt giải | [ 12 ] |
| 2022 | Giải thưởng điện ảnh Hồng Kông lần thứ 40 | Đạo diễn xuất sắc nhất          | Trần Mộc Thắng                                                              | Đoạt giải | [ 12 ] |
| 2022 | Giải thưởng điện ảnh Hồng Kông lần thứ 40 | Quay phim xuất sắc nhất         | Phùng Viễn Văn                                                              | Đề cử     | [ 12 ] |
| 2022 | Giải thưởng điện ảnh Hồng Kông lần thứ 40 | Chỉ đạo võ thuật xuất sắc nhất  | Chân Tử Đan, Ku Huen Chiu, Tanigaki Kenji, Lý Trung Chí                     | Đoạt giải | [ 12 ] |
| 2022 | Giải thưởng điện ảnh Hồng Kông lần thứ 40 | Dựng phim xuất sắc nhất         | Bành Chính Hy                                                               | Đoạt giải | [ 12 ] |
| 2022 | Giải thưởng điện ảnh Hồng Kông lần thứ 40 | Thiết kế âm thanh xuất sắc nhất | Lee Yiu Keung George, Yiu Chun Hin, Kaikangwol Rungsakorn, Stan Yau         | Đề cử     | [ 12 ] |
| 2022 | Giải thưởng điện ảnh Hồng Kông lần thứ 40 | Hiệu ứng hình ảnh xuất sắc nhất | Raymond Leung Wai Man, Lim Hung Fung Alex, Diu King Wai, Hung Man Shi Candy | Đề cử     | [ 12 ] |
| 2022 | Giải thưởng điện ảnh Hồng Kông lần thứ 40 | Ca khúc trong phim hay nhất     | Đối trì Sản xuất/Ca sĩ: Tạ Đình Phong Sáng tác: Kiều Tinh                   | Đề cử     | [ 12 ] |